# Stanydale

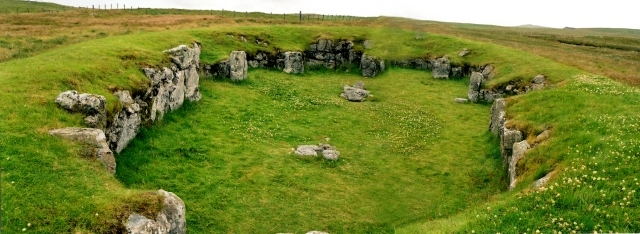
Stanydale Temple

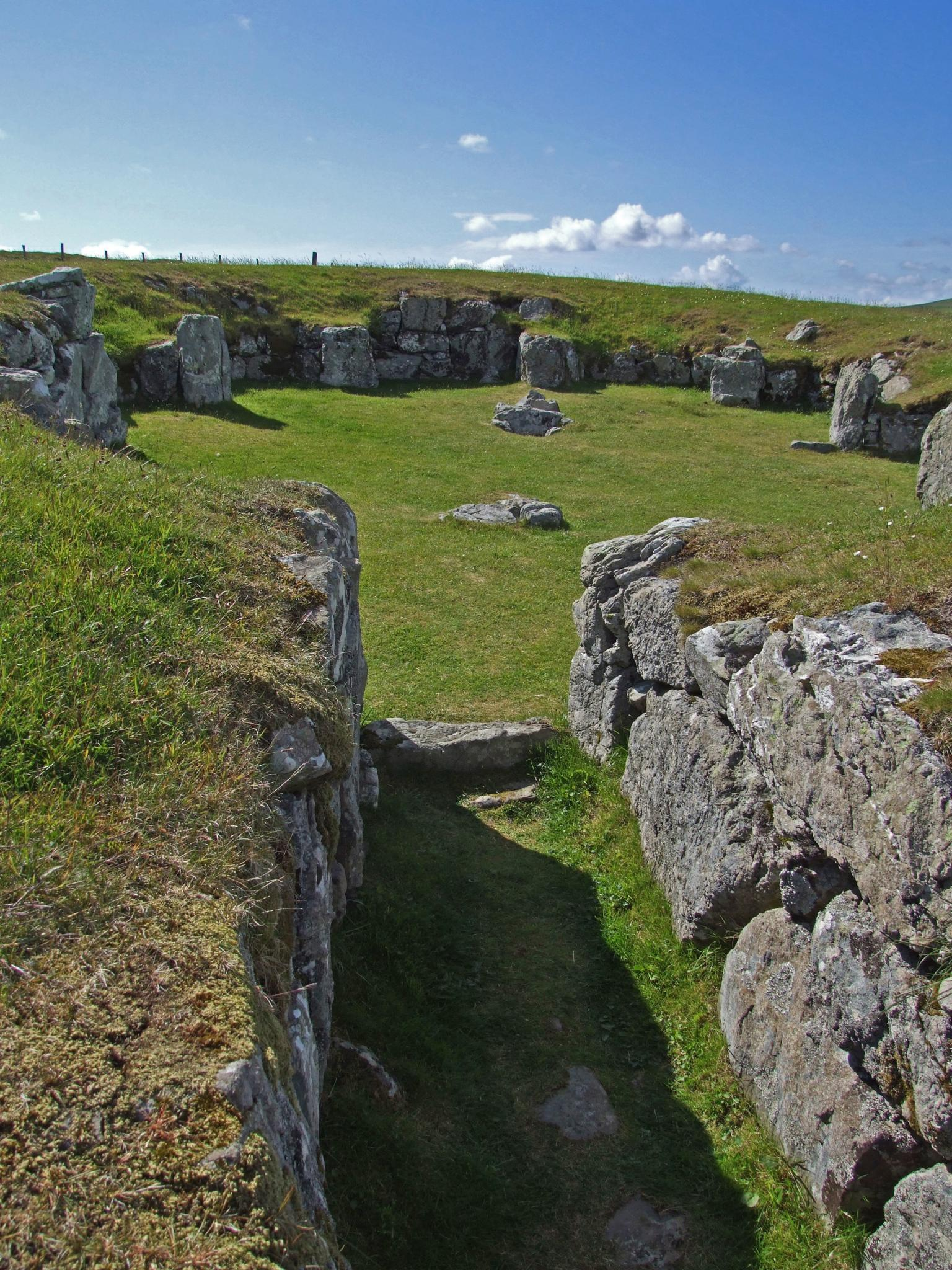
Stanydale Temple

Stanydale (auch Staneydale) ist der älteste vorgeschichtliche Bau aus einer Reihe von Anlagen auf Schottlands nördlichen Inseln. In der Nähe liegen weitere Grundrisse, die für Häuser oder Tempel gehalten werden. Stanydale Temple (der auf der CD-Rom von T. Bullock als Stanydale-Steinkreis bezeichnet wird) liegt auf Shetlands Hauptinsel Mainland südlich der A971 zwischen den Orten Bixter und Bridge of Walls.

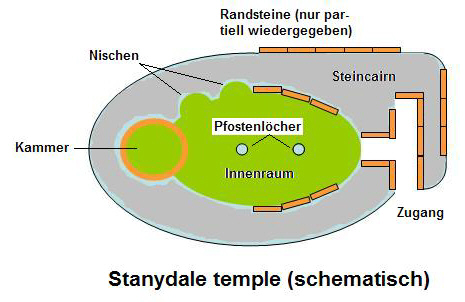
Stanydale house (schematisch)

Die bekannteste der prähistorischen Erscheinungen im Westen von Mainland wurde zunächst als eine doppelte Version des ovalen Querhauses beschrieben. Dieses unterscheidet sich in der Form von einem irischen Court Tomb trotz vieler Gemeinsamkeiten dadurch, dass es neben zwei Nischen im Mauerwerk am Kopfende des zentralen Hofes nur eine einzelne Kammer hat. Weiter ist diese Kammer rund – bei den Court Tombs liegt dort eine Reihe rechteckiger Kammern. Im Hof von Stanydale wurden die Reste von zwei Pfosten gefunden, deren Standort durch Steine markiert wurde. Deren Holz (eine amerikanische Baumart) soll auf den baumlosen Inseln angeschwemmt worden sein. Diese Pfähle lösten eine Bedachungstheorie aus, weshalb zunächst die Rede von einem Haus war. Andererseits sind Ähnlichkeiten mit den auf den Shetlands üblichen Cairns nicht zu übersehen. Die gefundene Töpferware deutet auf eine Nutzung von der späten Jungsteinzeit bis in die Bronzezeit.
Stanydale ist ganzjährig zugänglich und ausgeschildert. Vom Parkplatz führt ein 1,2 km langer, durch schwarzweiße Stangen markierter Trampelpfad zum Objekt. Zum Überwinden der Zäune sind Zauntritte (engl. „styes“) vorhanden.
Neben Stanydale ist dieser Typ in relativ gutem Zustand noch im nahen Gruting School und The Gairdie vertreten. Weniger gute Exemplare sind Brouster, Culsetter No. 1, Girlsta, Ness of Gruting No. 2, Stromness Voe und Vassa Voe.